# Châtillon-sur-Loire
Châtillon-sur-Loire – miejscowość i gmina we Francji, w Regionie Centralnym, w departamencie Loiret. Jej burmistrzem jest od 2008 r. Emmanuel Rat.
Według danych na rok 1990 gminę zamieszkiwały 2822 osoby, a gęstość zaludnienia wynosiła 69 osób/km² (wśród 1842 gmin Regionu Centralnego Châtillon-sur-Loire plasowała się wtedy na 126. miejscu pod względem liczby ludności, natomiast pod względem powierzchni na miejscu 161.).